# Brian Poth
Brian Poth, né le 9 juin 1975 à Tulare (Californie), est un acteur américain.

## Biographie
Brian Poth sort diplômé en cinéma de l'université Loyola Marymount en 1997 et commence une carrière d'acteur. Il se fait remarquer pour son rôle dans un épisode de la série Six Feet Under, puis accède à la notoriété en interprétant le rôle récurrent du technicien de laboratoire Ted Janson dans la série Les Experts : Miami.

## Filmographie

### Cinéma
- 2001 : Face aux serpents : Billy Sanderson

### Télévision
- 1999 : Providence (série télévisée, saison 1 épisode 14) : Thomas Babbington
- 2000 : Nikita (série télévisée, saison 4 épisode 11) : Patrick Donoghue
- 2000 : Amy (série télévisée, 2 épisodes) : Nick Dobson
- 2001 : Six Feet Under (série télévisée, saison 1 épisodes 12 et 13) : Marc Foster
- 2002 : X-Files (série télévisée, saison 9 épisode Une vue de l'esprit) : Gabe Rotter
- 2003-2005 : Les Experts : Miami (série télévisée, 30 épisodes) : Tyler Jenson
- 2004 : À la Maison-Blanche (série télévisée, saison 5 épisode 18) : Eric Schaeffer
- 2006 : Preuve à l'appui (série télévisée, saison 5 épisode 14) : Greg Hewitt
- 2007 : Cold Case : Affaires classées (série télévisée, saison 5 épisode 10) : Jimmy Bartram
- 2008 : Prison Break (série télévisée, saison 4 épisode 6) : Brian Anderson
- 2010 : Grey's Anatomy (série télévisée, saison 6 épisode 20) : Keith
- 2013-2014 : True Blood (série télévisée, 3 épisodes) : Matt
- 2014 : Bones (série télévisée, saison 10 épisode 6) : Jeremy Walford
- 2015 : Esprits criminels (série télévisée, saison 10 épisode 15) : Peter Folkmore
- 2015 : Aquarius (série télévisée, saison 1 épisodes 7 et 11) : Chris